# Église Sainte-Radegonde de Sainte-Radegonde (Gironde)
Pour les articles homonymes, voir Église Sainte-Radegonde.
L'église Sainte-Radegonde est une église romane française située à Sainte-Radegonde, dans le département de la Gironde, en région Nouvelle-Aquitaine.
Elle fait l'objet de protections au titre des monuments historiques.

## Localisation
L'église Sainte-Radegonde est située dans l'extrême est du département de la Gironde, au cœur du bourg de Sainte-Radegonde, à côté de la route départementale 15.

## Historique et architecture

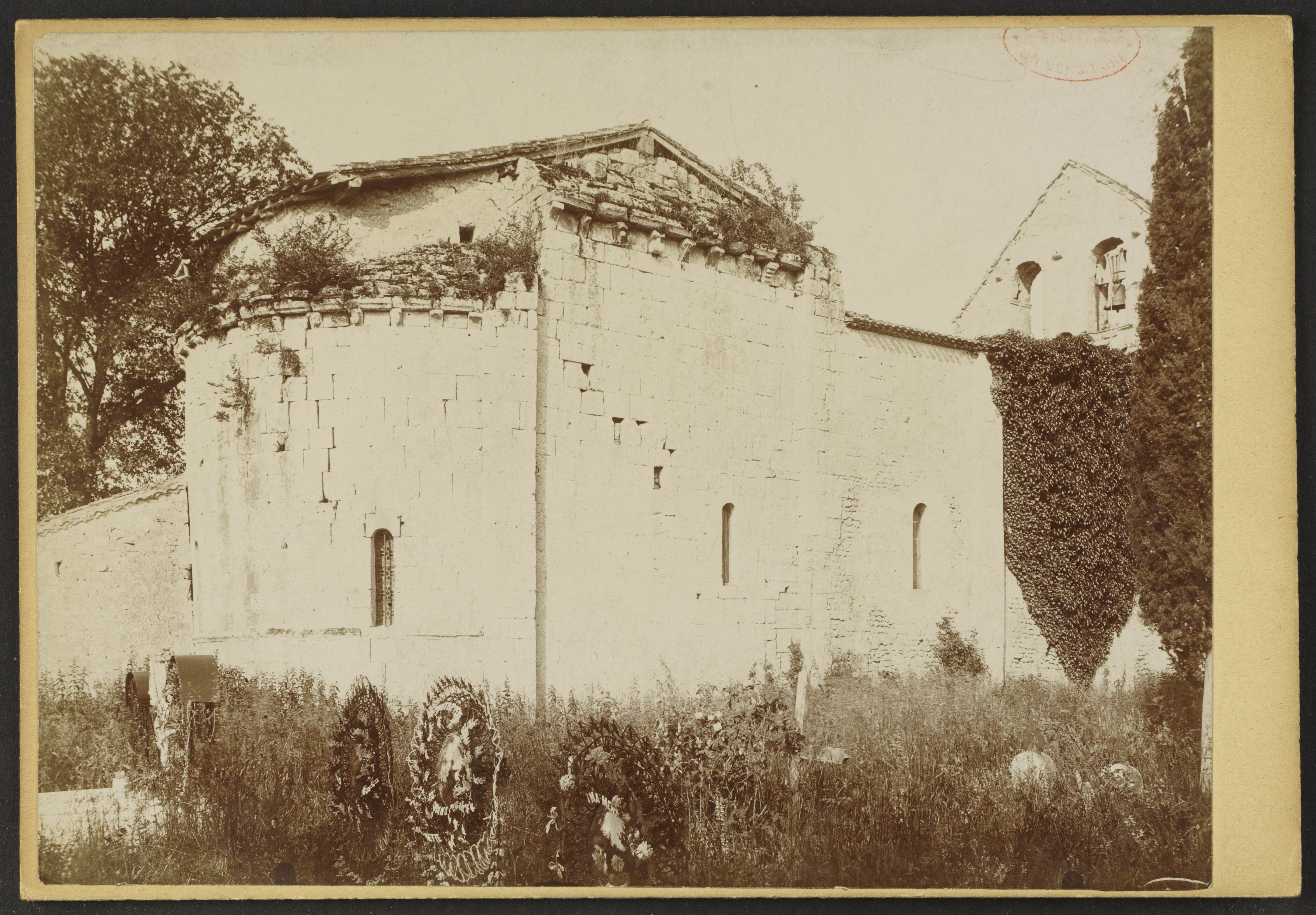
Le chevet en 1886.

Contrairement à la plupart des églises qui sont orientées est-ouest, celle de Sainte-Radegonde est orientée sud-est/nord-ouest.
Sur les vestiges d'un édifice pré-roman du XIe siècle, l'église est bâtie au XIIe siècle en style roman, comme le montrent sa façade nord-ouest, son chevet et les chapiteaux sculptés de l'une des baies campanaires du clocher-mur.
Le tympan du portail représente Adam et Ève près de l'arbre de la Connaissance, ainsi que les apôtres Jacques, Paul et Pierre en pèlerins, accompagnés de deux autres pèlerins.
À l'intérieur, la nef est lambrissée et des départs de voûtes d'ogives laissent à penser qu'un voûtement gothique était envisagé. Le bas-côté est daté de la fin de l'époque gothique.

## Protection
L'église est inscrite au titre des monuments historiques le 5 octobre 1925.
En date du 26 février 2001, l'intérieur du bas-côté (transformé en habitation) est inscrit.
Le 22 novembre 2002, l'église est classée en intégralité, avec les façades et toitures du bas-côté, l'inscription précédente de 1925 étant alors annulée.

## Galerie de photos

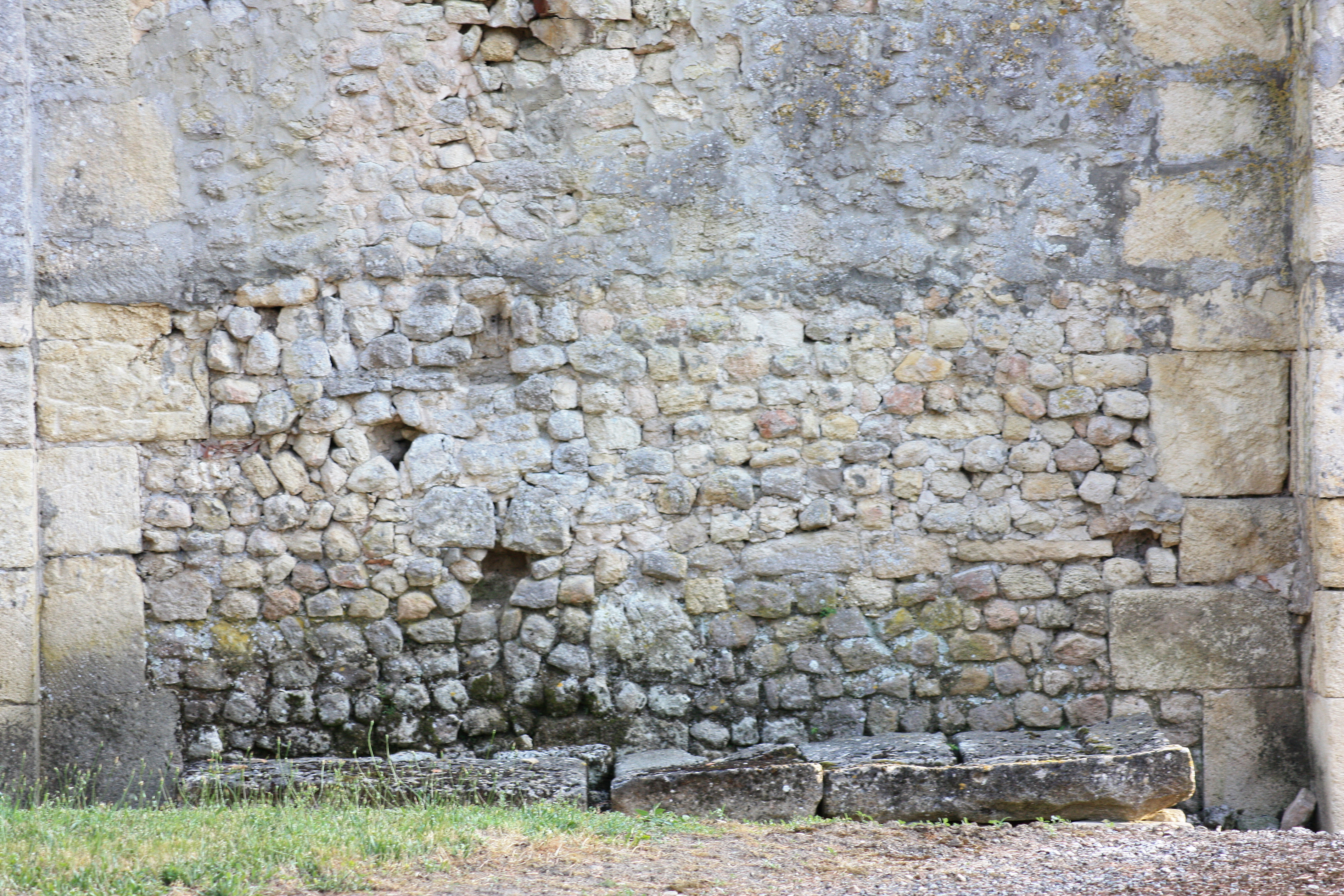
Vestiges de l'édifice pré-roman.
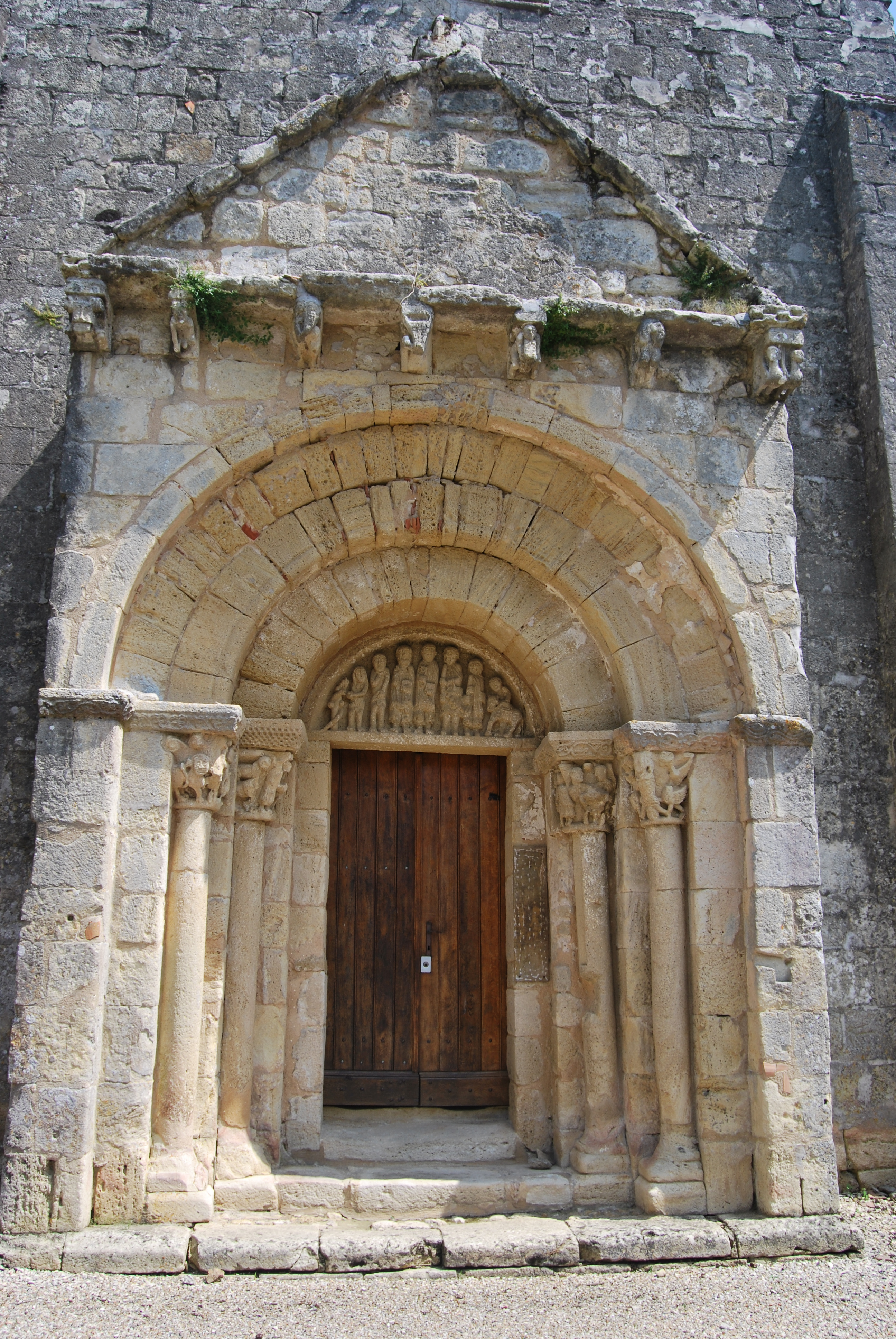
Le portail roman.
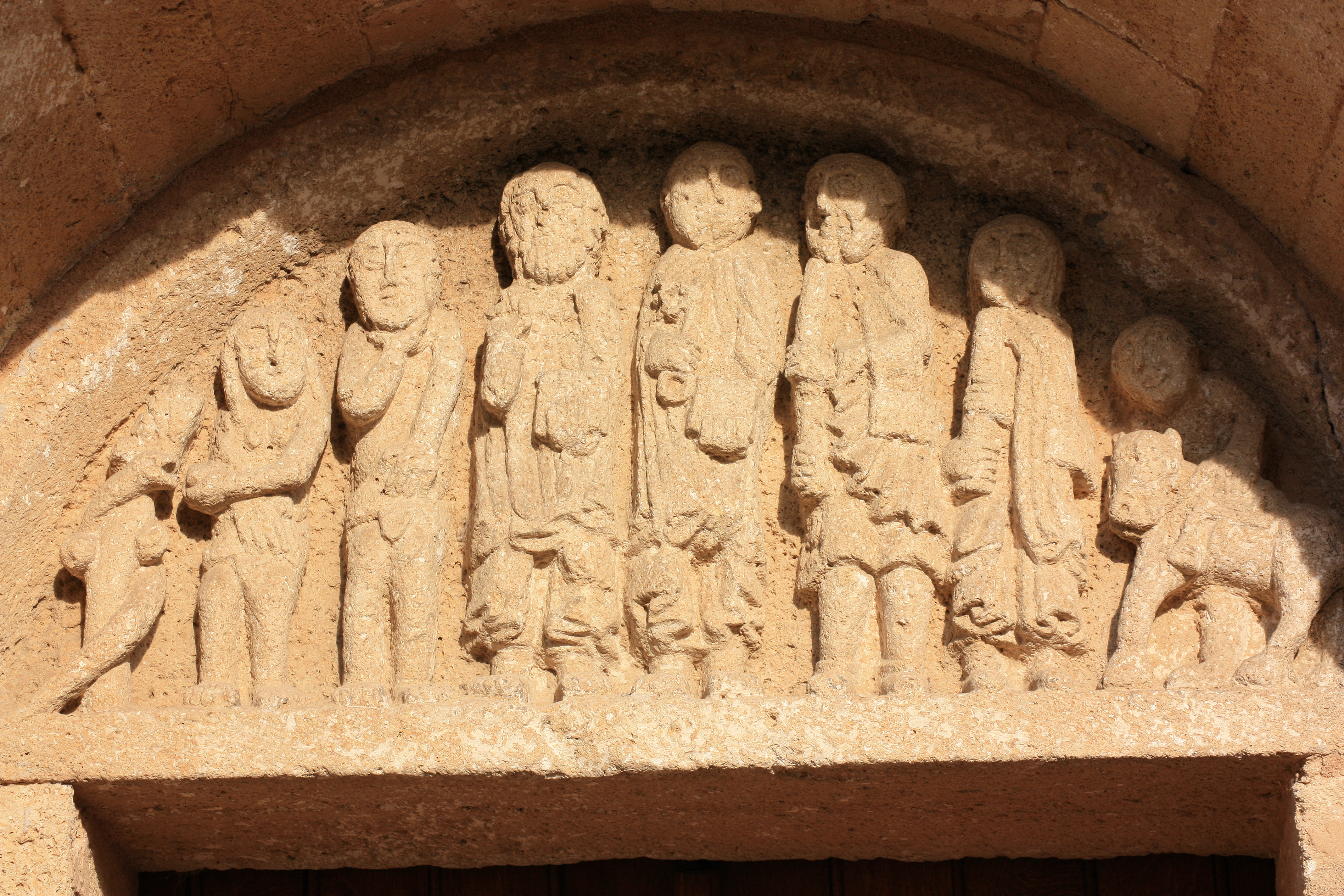
Le tympan du portail.
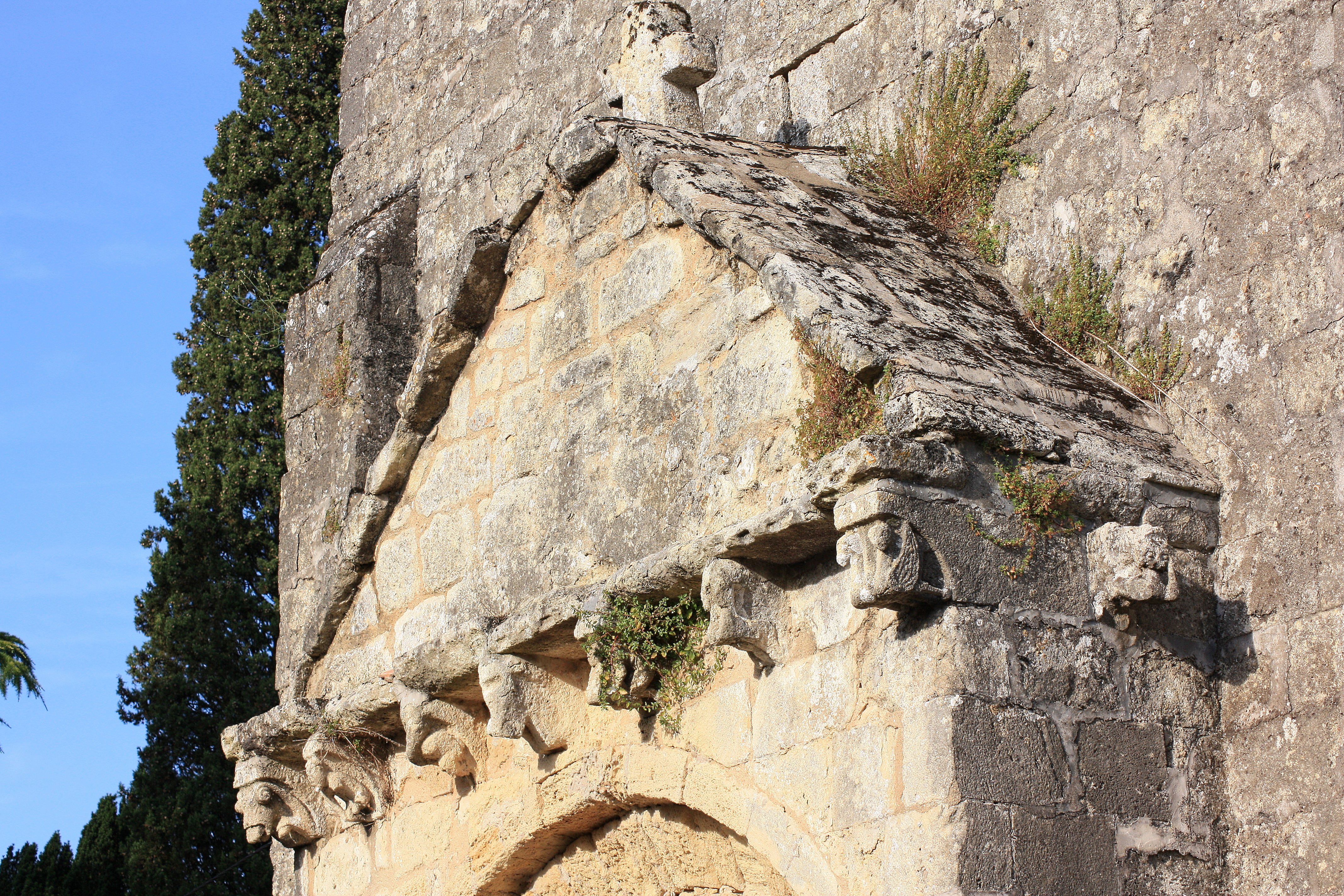
Modillons au-dessus du portail.
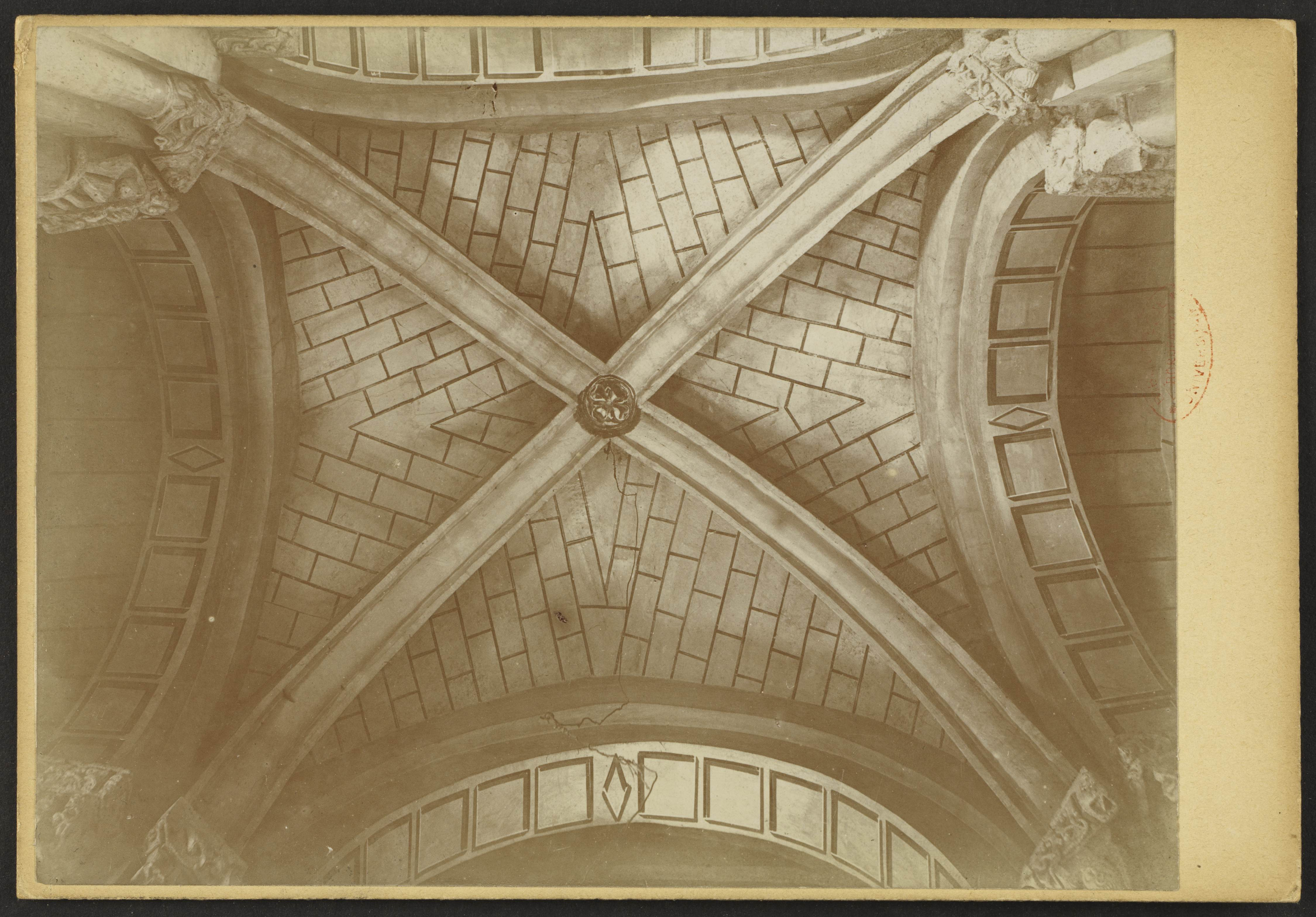
La voûte sous le clocher, en 1886.
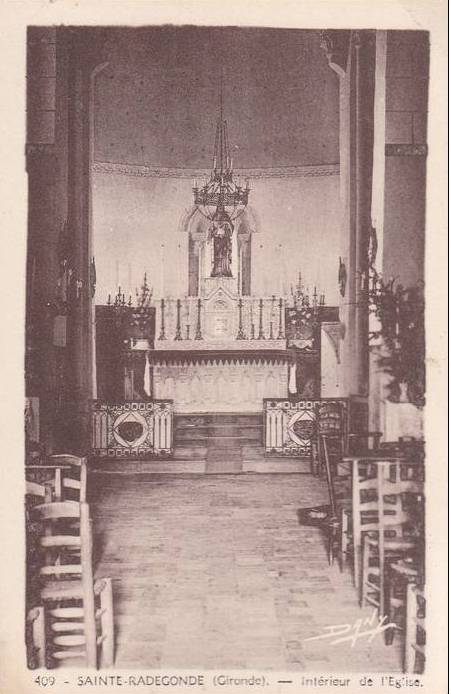
Le chœur aux débuts du XXe siècle.